# Transition Minimized Differential Signaling
Transition Minimized Differential Signaling (TMDS) – technologia szeregowej transmisji danych o dużej przepustowości. Używana jest przez złącza DVI oraz HDMI.
Transmiter używa zaawansowanego algorytmu kodowania, dzięki któremu ograniczono negatywny wpływ interferencji elektromagnetycznej pomiędzy przewodami i pozwalającego na dokładne odtworzenie zegara w odbiorniku. Pozwala to osiągnąć wysoką tolerancję, pozwalającą na zwiększenie maksymalnej odległości pomiędzy nadajnikiem a odbiornikiem, jak również skorzystać z cieńszych (tańszych) przewodów.
Kodowanie jest zbliżone do kodowania 8B/10B. Składa się z dwóch faz i jego efektem jest zapis ośmiu bitów na 10-bitowym słowie. W pierwszej fazie każdy bit poza pierwszym jest poddawany operacji XOR lub XNOR z poprzednim bitem. Koder dokonuje wyboru między tymi operacjami tak, aby zapewnić jak najmniej przejść (z 0 na 1 i odwrotnie) w ciągu wynikowym, wybór operacji jest oznaczany na 9. bicie wyniku. W fazie drugiej  pierwsze osiem bitów jest opcjonalnie odwracane (0 zamieniane na 1 i odwrotnie) aby zapewnić równowagę między zerami i jedynkami w całym sygnale i przez to utrzymać jego średni poziom. Przeprowadzenie inwersji jest oznaczane na dziesiątym bicie wyniku.
TMDS został opracowany przez Silicon Image Inc. będącą członkiem Digital Display Working Group.